# Purification de la mémoire
La purification de la mémoire est une démarche effectuée dans le cadre de la repentance de l'Église catholique en l'an 2000 afin de demander pardon pour les erreurs commises par l'Église dans l'Histoire (croisades, croisade des Albigeois...).
Cette démarche faisait partie des souhaits du pape Jean-Paul II plusieurs années avant l'an 2000.
Des démarches préliminaires ont eu lieu, d'abord entre 1979 et 1992 au sujet de l'affaire Galilée, puis entre 1995 et 1998 au sujet de la Shoah.
Pour Claude Dagens, le travail de la mémoire n'est pas fait pour aggraver une culpabilité collective par rapport à des images réductrices de l'Église, mais au contraire pour libérer la conscience sous le regard de Dieu et pour aller de l'avant.

## Contexte historique

### Relations avec les Églises d'Orient
La « purification de la mémoire » a été évoquée par Jean-Paul II lors la visite de courtoisie à Christodoulos, archevêque d'Athènes, en Grèce, le 4 mai 2000 : il s'agit essentiellement d'expurger l'historiographie ecclésiale des biais issus, depuis le schisme de 1054, des chancelleries papales rejetant la responsabilité de la séparation sur les seules Églises orientales, qualifiées de schismatiques.

### Relations entre science et foi
La purification de la mémoire a été évoquée pour le Jubilé du monde de la recherche et de la science.

### Relations avec la science
En 1632 et 1633 eut lieu le procès de Galilée, en raison de la publication du Dialogue sur les deux grands systèmes du monde, qui enfreignait l'interdit de l'Inquisition sur les ouvrages favorables à l'héliocentrisme (1616). Galilée fut condamné à la prison à vie puis sa peine fut immédiatement commuée en assignation à résidence par Urbain VIII.   
Au XVIIIe siècle, devant la preuve optique de la trajectoire orbitale de la terre, l'Église catholique reconnut la valeur de ses travaux : le pape Benoît XIV fit donner l'imprimatur aux œuvres de Galilée en 1741, et leva l'Index sur les œuvres ayant trait à l'héliocentrisme en 1757. Après des travaux d'exégèse lancés par Léon XIII et Pie XII, les papes modernes ont rendu hommage à Galilée. 
Pie XII a accueilli la théorie du Big Bang par cette expression : « Fiat lux ! »

### Commission d'étude nommée par Jean-Paul II
Le 10 novembre 1979 (célébration du centième anniversaire de la naissance d'Albert Einstein), le pape Jean-Paul II exprima le souhait que « des théologiens, des savants et des historiens, animés par un esprit de sincère collaboration, approfondissent l'examen du cas Galilée et, dans une reconnaissance loyale des torts de quelque côté qu'ils viennent, fassent disparaître la défiance que cette affaire oppose encore, dans beaucoup d'esprits, entre science et foi. »   
Jean-Paul II a nommé le 3 juillet 1981 une « commission pontificale d'étude de la controverse ptoléméo-copernicienne aux XVIe-XVIIe siècles ».   
Le 31 octobre 1992, Jean-Paul II a rendu une nouvelle fois hommage à Galilée lors de son Discours aux participants à la session plénière de l'Académie pontificale des sciences :   
« Ainsi la science nouvelle, avec ses méthodes et la liberté de recherche qu'elle suppose, obligeait les théologiens à s'interroger sur leurs propres critères d'interprétation de l'Écriture. La plupart n'ont pas su le faire.
Paradoxalement, Galilée, croyant sincère, s'est montré plus perspicace sur ce point que ses adversaires théologiens. "Si l'écriture ne peut errer, écrit-il à Benedetto Castelli, certains de ses interprètes et commentateurs le peuvent, et de plusieurs façons". On connaît aussi sa lettre à Christine de Lorraine (1615) qui est comme un petit traité d'herméneutique biblique. »

## Shoah
La purification de la mémoire a été évoquée au sujet de la Shoah. Jean-Paul II a appelé les chrétiens à prendre conscience de la spécificité de la Shoah

## Repentance et pardon en l'an 2000
En mars 2000, l'Église catholique a fait une cérémonie pour reconnaître publiquement les erreurs commises dans l'Histoire.

## Relations entre catholiques et luthériens
En mars 2017, lors d'un colloque historique organisé par le Comité pontifical des sciences historiques à l'occasion du cinquième centenaire de la Réforme luthérienne, le pape François a estimé que le temps était venu d’une « purification de la mémoire » en rappelant qu’en tant que chrétiens, luthériens et catholiques sont « tous appelés à se libérer des préjugés contre la foi que d'autres professent avec un accent et un langage différents, à échanger mutuellement le pardon pour les péchés commis par nos pères, et à invoquer ensemble Dieu pour le don de la réconciliation et de l’unité ».